# Frankrikes Grand Prix 1996
Frankrikes Grand Prix 1996 var det nionde av 16 lopp ingående i formel 1-VM 1996.

## Resultat
1. Damon Hill, Williams-Renault, 10 poäng
2. Jacques Villeneuve, Williams-Renault, 6
3. Jean Alesi, Benetton-Renault, 4
4. Gerhard Berger, Benetton-Renault, 3
5. Mika Häkkinen, McLaren-Mercedes, 2
6. David Coulthard, McLaren-Mercedes, 1
7. Olivier Panis, Ligier-Mugen Honda
8. Martin Brundle, Jordan-Peugeot
9. Rubens Barrichello, Jordan-Peugeot
10. Mika Salo, Tyrrell-Yamaha
11. Ricardo Rosset, Footwork-Hart
12. Pedro Lamy, Minardi-Ford

### Förare som bröt loppet
- Heinz-Harald Frentzen, Sauber-Ford (varv 56, gasspjäll)
- Ukyo Katayama, Tyrrell-Yamaha (33, motor)
- Luca Badoer, Forti-Ford (29, bränslesystem)
- Pedro Diniz, Ligier-Mugen Honda (28, motor)
- Jos Verstappen, Footwork-Hart (10, styrning)
- Eddie Irvine, Ferrari (5, växellåda)
- Giancarlo Fisichella, Minardi-Ford (2, bränslepump)
- Andrea Montermini, Forti-Ford (2, elsystem)
- Michael Schumacher, Ferrari (0, motor)

### Förare som diskvalificerades
- Johnny Herbert, Sauber-Ford (varv 70)

## VM-ställning
| Förarmästerskapet 1. Damon Hill, Williams-Renault, 63 2. Jacques Villeneuve, Williams-Renault, 38 3. Michael Schumacher, Ferrari, 26 | Konstruktörsmästerskapet 1. Williams-Renault, 101 2. Benetton-Renault, 35 Ferrari, 35 3. McLaren-Mercedes, 26 |